# 中垾站
中垾站是一个淮南线上的铁路车站，位于安徽省合肥市巢湖市中垾镇，建于1934年，目前为四等站，邮政编码为238074。目前客运：不办理旅客乘降、行李、包裹托运；货运：办理整车货物发到；危险货物仅办理农药、化肥发到。